# Vosges (departement)
Vosges är ett franskt departement som fått sitt namn efter bergsmassivet Vogeserna, och ligger i regionen Grand Est. I den tidigare regionindelningen som gällde till och med 2015 tillhörde Vosges regionen Lorraine. Huvudort är Épinal.